# Municipi d'Aitos
El municipi d'Aitos (búlgar: Община Айтос) és un municipi búlgar pertanyent a la província de Burgàs, amb capital a la ciutat homònima. Es troba al nord de la província.
L'any 2011 tenia 28.687 habitants, un 48,27% búlgars, un 30,56% turcs i un 10,81% gitanos. Prop d'un 70% de la població municipal viu a la capital.

## Localitats
El municipi es compon de les següents localitats:
| - Aitos - Dryankovets - Zetyovo - Karageorgievo - Karanovo - Lyaskovo - Malka - Polyana - Maglen - Peshtersko | - Polyanovo - Raklinovo - Sadievo - Topolitsa - Cherna Mogila - Chernograd - Chukarka |

## Galeria

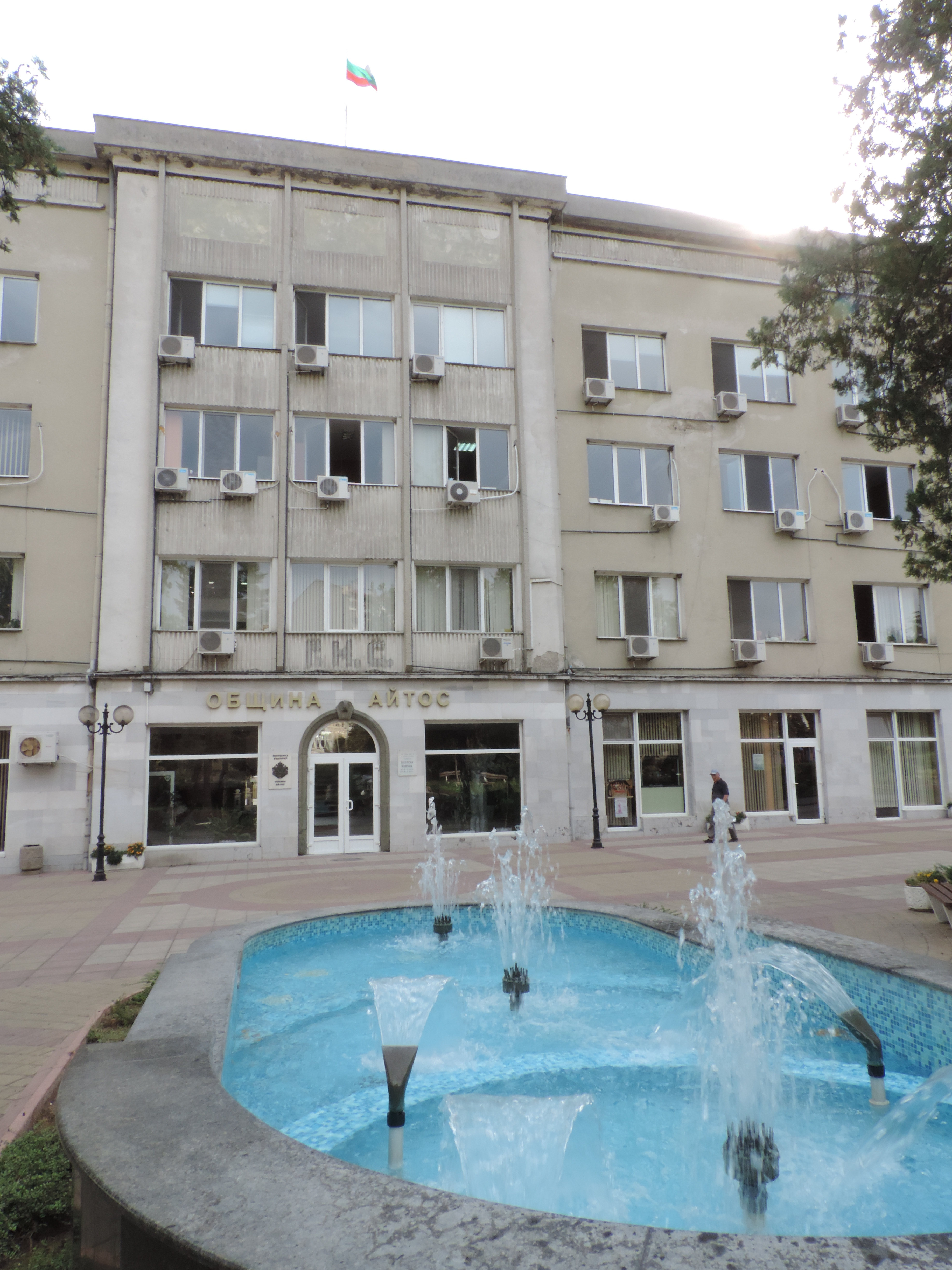
Edifici del centre municipal d'Aitos
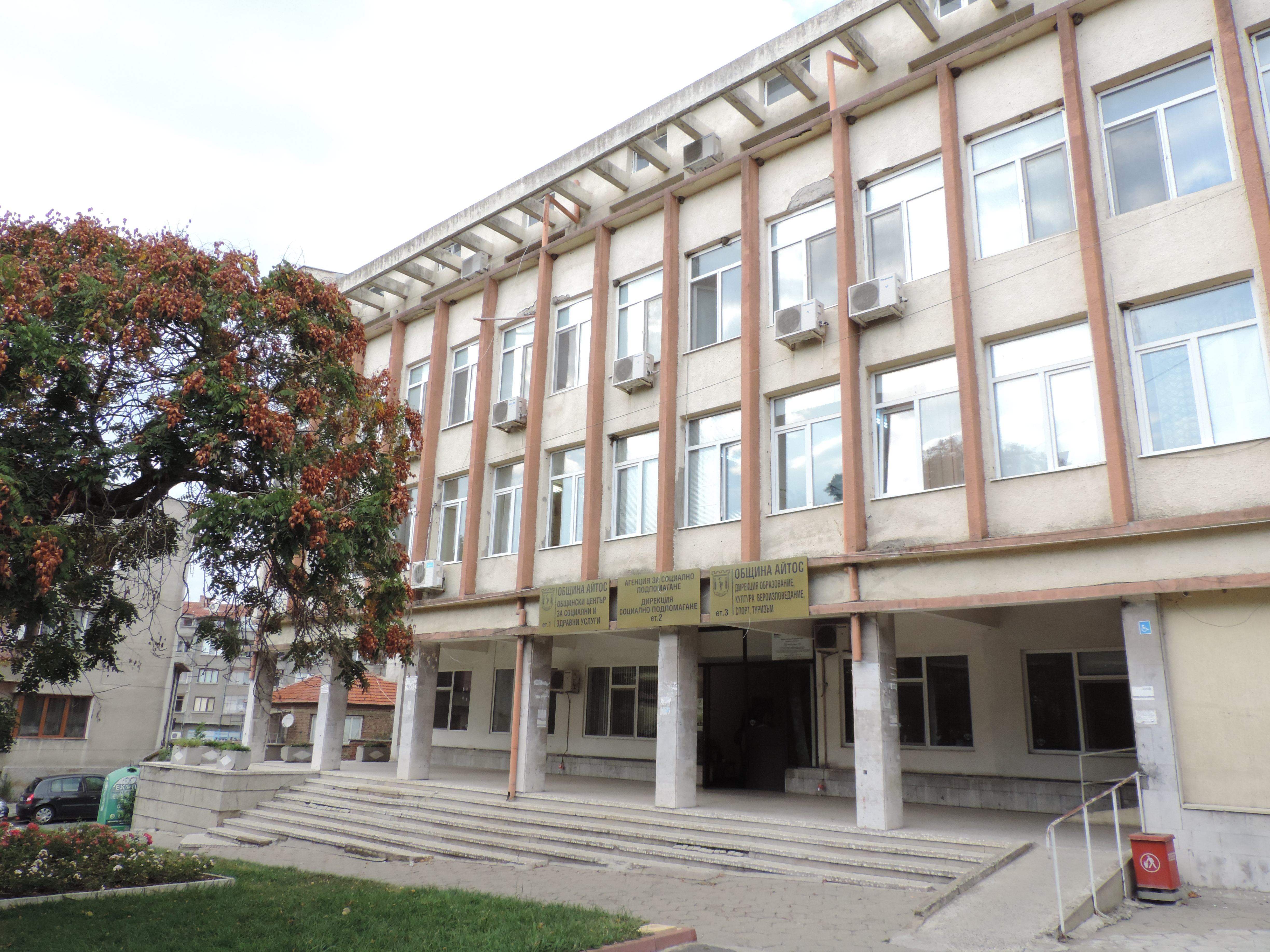
Edifici addicional de la municipalitat